# ماه در روز
ماه در روز (انگلیسی: Moon in the Day; کره‌ای: 낮에 뜨는 달) یک مجموعهٔ تلویزیونی کره جنوبی سال ۲۰۲۳ با بازی کیم یونگ ده، پیو یه-جین، اون جو-وان، جونگ وونگ این و لی گیونگ-یونگ است. این مجموعه برپایه وب‌تونی با همین نام است که در ناور وب‌تون منتشر شد. ماه در روز از ۱ نوامبر ۲۰۲۳، روزهای چهارشنبه و پنجشنبه ساعت ۲۱:۰۰ (کی‌اس‌تی) از ئی‌ان‌ای پخش شد. این مجموعه همچنین برای استریم در ویکی در مناطق منتخب قابل دسترسی است.